# チーズカード

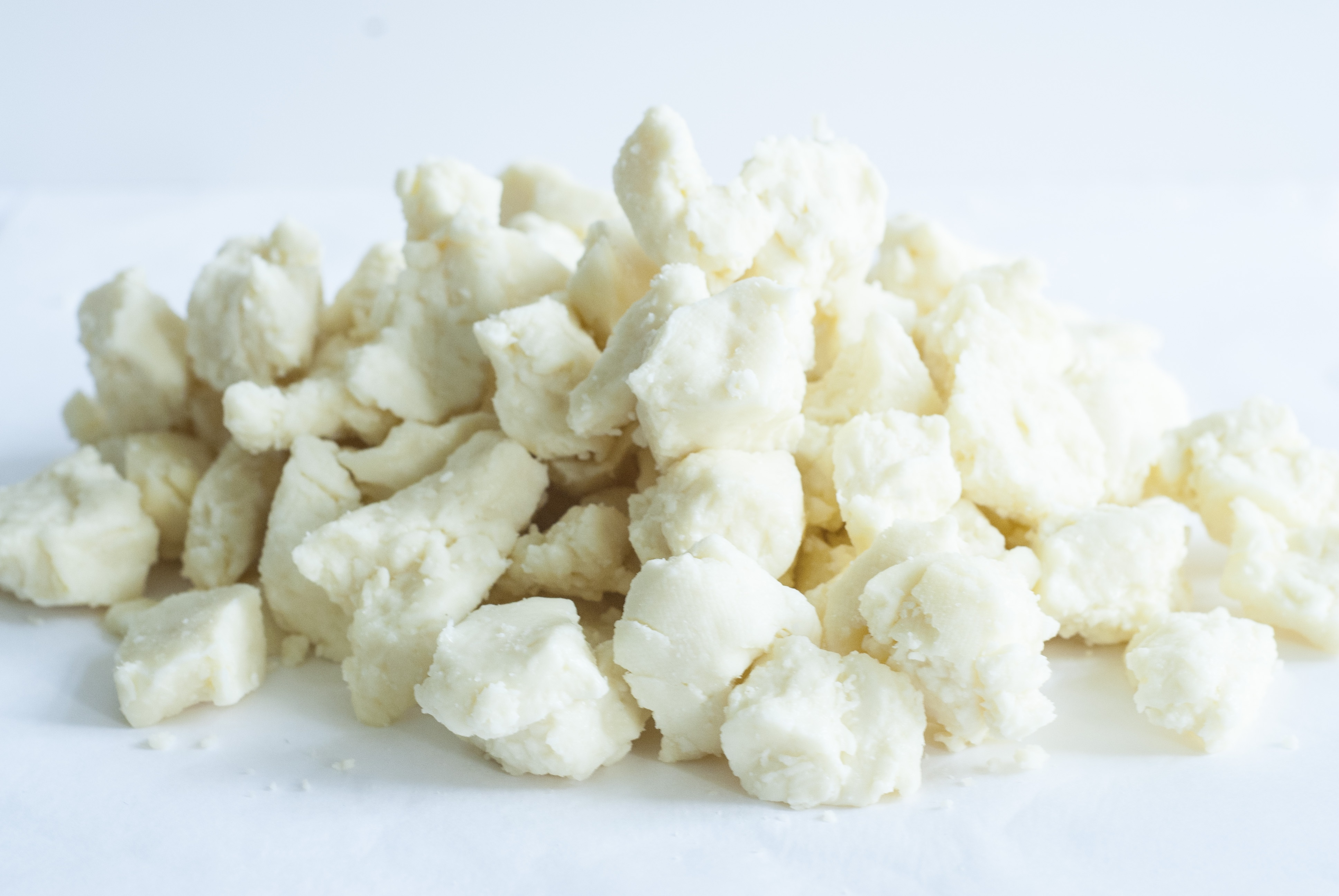
チーズカード

チーズカード（英語: cheese curd）は牛乳を原料とするしっとりした凝乳(カード)のかけら(チェダーチーズの製造工程で作る凝乳)のフレッシュチーズであり、そのままおやつに食べたり、料理に使う。米国北部とカナダ全域で消費される(ケベック州、 オンタリオ州全域、 アメリカ合衆国北東部、中西部、山岳部、太平洋岸北西部、特にウィスコンシン州とミネソタ州) 。カナダではプーティン（フライドポテトにチーズカードとグレービーをかけた料理）という料理に用いる。「スクィーキーチーズ（キュッキュッっという音のするチーズ）」と呼ばれることがある。

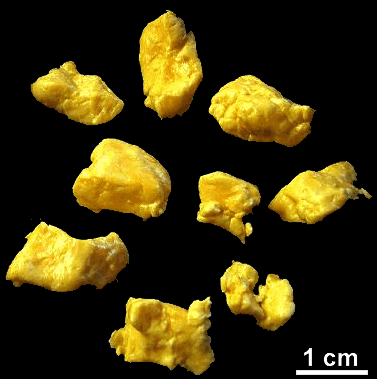
チーズカード

## 製造
チーズカードは、チーズの発酵スターターとレンネットを加えた新鮮な低温殺菌牛乳で作られる。牛乳が固まってカード(凝乳)になった後、 立方体にカットされる。結果、カードから乳清が排出されやすくなる。次に、それを加熱および圧搾して乳清と凝乳を分離させ、チーズカードの最終形態にする。

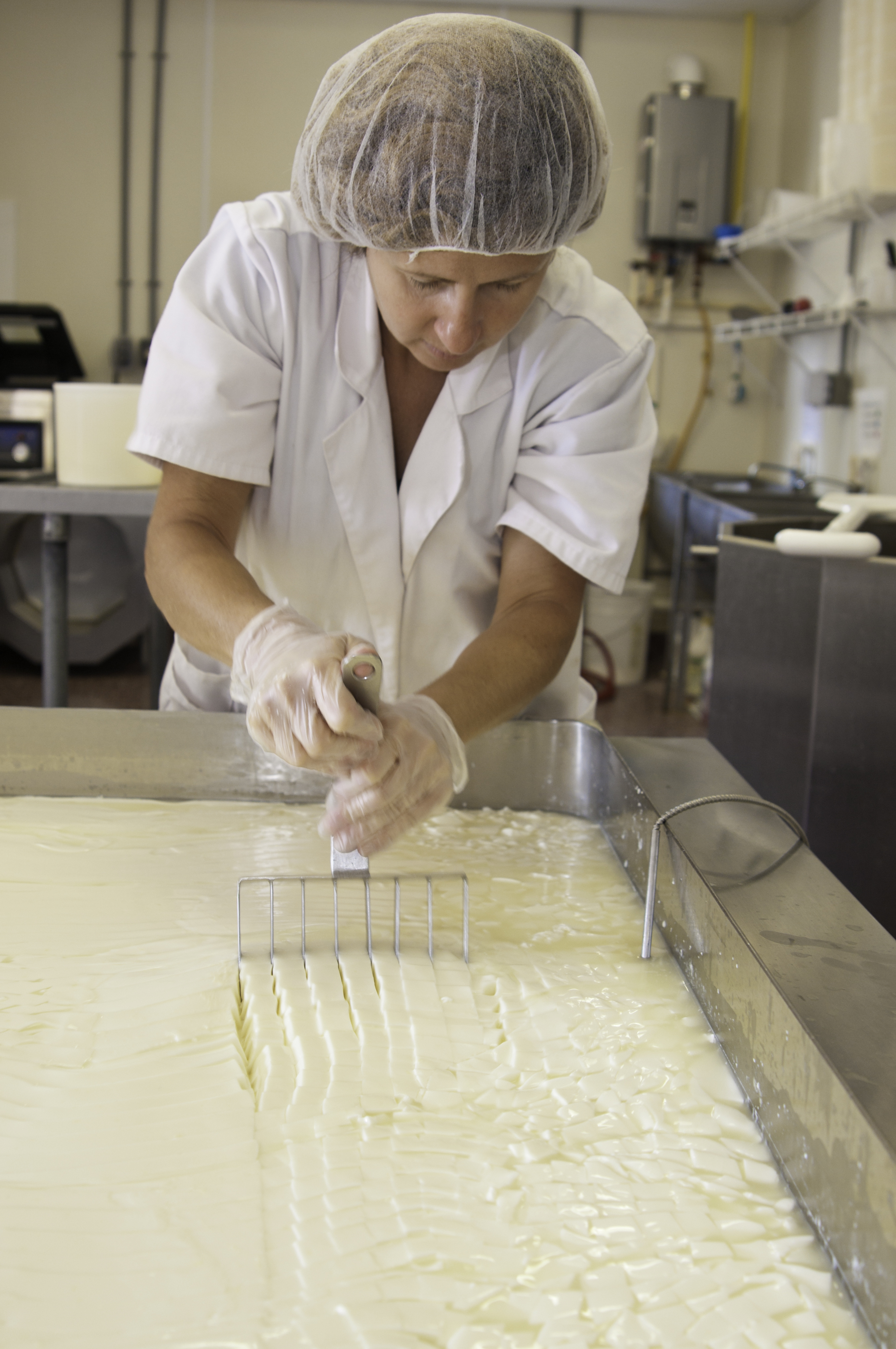
チェダーチーズのカードをカードカッターで切断する様子

## 特徴
味はマイルドであるが、どのように作るかによって味が異なる。硬さや濃厚さはチーズとほとんど同じだが、弾力性があり、ゴムのような食感がある。生のカードにかじりついたときに歯に当たるときしむ。 この「キュッキュッ」という音を『ニューヨーク・タイムズ』では「風船が抱き合っている」ように聞こえると説明している。冷蔵庫に入れておいても、12時間後にはカードが水分を吸収し、「生の」特性、特に「キュッキュッ」という音がほとんどなくなってしまう。カードはマイルドな味わいで、時に塩辛い味がする。 

## 用途

### 生食
生のチーズカードはおやつ、軽食、前菜としてよく食べられる。単体で食べるか、味付けをするか、小さな燻製ソーセージや塩漬け豚肉の小さく切り分けられたもののような他の食べ物と一緒に爪楊枝に刺して食べる。生のカードにする味付けの例はハラペーニョチリペッパーやニンニク、様々なハーブ、 ケイジャンシーズニングなどのスパイスがあり、チェダーカードの上にニンニクとディルを組み合わせるのが人気である。

### チーズカードフライ

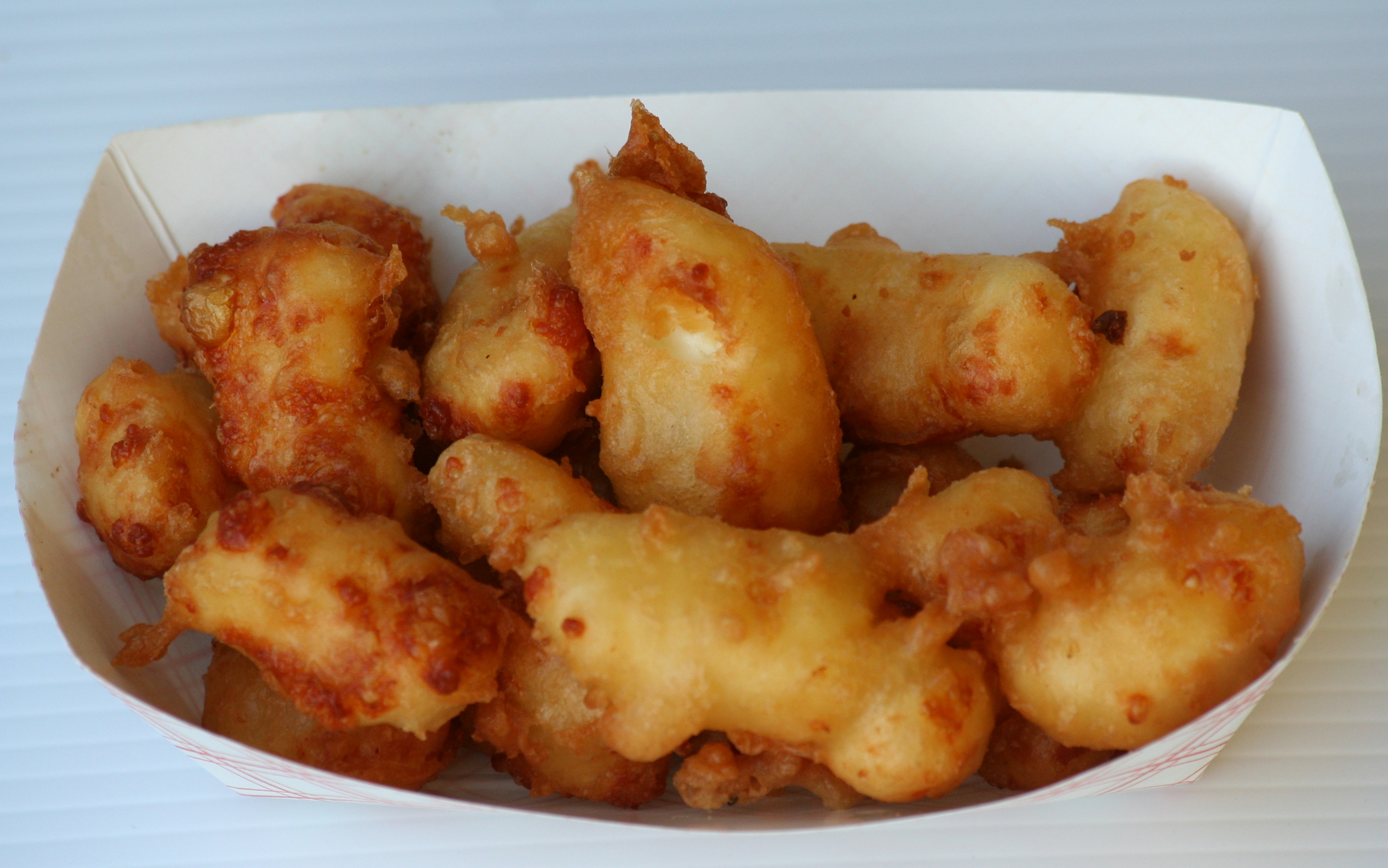
Deep-fried cheese curds

チーズカードをたっぷりの油で揚げたものが市場やカーニバル、地元のチェーン店ではないファストフード店、レストランやバー、カルヴァーズのような地元発祥のチェーンレストランでよく見られる。チーズカードフライはオニオンリングやパン粉に使うものと同様の衣でコーティングし、揚げ鍋に入れる。ケチャップ、マリナーラソース、ランチドレッシングが添えられることがある。これらはアメリカのウィスコンシン州で見られる。
チーズカードフライはチーズボールとして知られている地域もある。

### プーティン

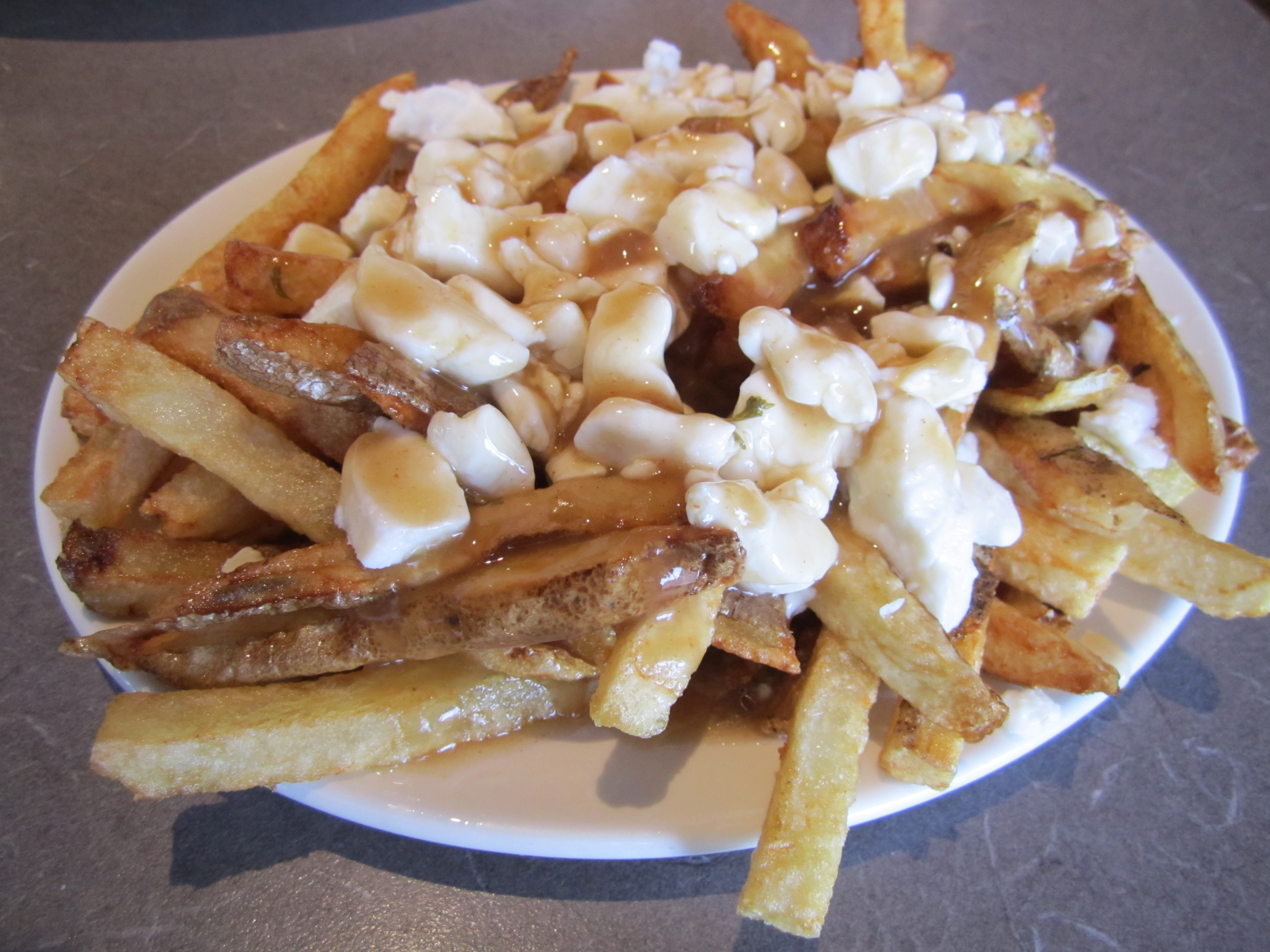
フレッシュチーズカードをかけたプーティン

チーズカードは、プーティンの主な材料であり、1950年代にカナダのケベック州の地方で生まれた。生のチーズカードをトッピングしたフライドポテトで、茶色いグレービーをかけ、時には追加の材料ものせる。